# Anagyrietta
Anagyrietta is een geslacht van vliesvleugeligen uit de familie Encyrtidae. De wetenschappelijke naam van dit geslacht is voor het eerst geldig gepubliceerd in 1955 door Ferrière.

## Soorten
Het geslacht Anagyrietta is monotypisch en omvat slechts de volgende soort:
- Anagyrietta pantherina Ferrière, 1955